# پایگاه هوایی گارد ملی پیز
 پایگاه هوایی گارد ملی پیز (به انگلیسی: Pease Air National Guard Base) یک فرودگاه پایگاه نیروی هوایی است . این فرودگاه در کشور انگلستان قرار دارد .